# 오만의 코로나19 범유행
다음은 오만의 코로나19 범유행 현황에 대한 설명이다.
2019~20년 코로나바이러스 대유행은 2020년 2월 오만에서 발생한 것으로 확인됐다. 4월 25일 현재 술탄국 등록 건수는 총 1,905건으로 이 중 325건이 회복되고 10명이 사망했다. 보건부 장관은 발병 정점이 하루 500건이 발생할 것으로 예상되는 4월 하순에 발생할 것으로 예상하고 있다. COVID-19의 대다수는 4월 중순 현재 800명이 넘는 거주자 커뮤니티에 있다.
무스카트주는 1,300건이 넘는 가장 많은 수의 확인된 사례로 계속해서 주지사를 맡고 있다. 무트라는 많은 지역 전송으로 주지사 내에서 가장 심각한 피해를 입은 지역으로 4월 1일에 폐쇄되었다. 지금까지 확인된 전체 건수의 45%를 차지하고 있다. 4월 10일, 모든 무스카트 총독은 4월 22일까지 폐쇄되었고, 이후 5월 8일까지 연장되었다.
술탄 하이탐 빈 타리크 알사이드가 발표한 지침에 따르면, COVID-19 테스트와 치료는 국외 거주자를 포함한 술탄 지역사회에서 절대적으로 무료다.

## 배경
세계보건기구(WHO)는 12일 2019년 12월 31일 처음 WHO의 주목을 받았던 중화인민공화국 후베이성 우한시의 한 집단에서 신종 코로나바이러스가 호흡기 질환의 원인임을 확인했다. 이 군단은 처음에 우한화난수산물도매시장과 연결되어 있었다. 그러나 실험실 확정 결과가 나온 그 첫 사례들 중 일부는 시장과 연관성이 없었고, 전염병의 근원은 알려져 있지 않다.
2003년 사스와 달리 COVID-19의 경우 치명률은 훨씬 낮았지만, 총 사망자 수가 상당할 정도로 감염 경로는 훨씬 더 컸다. COVID-19는 전형적으로 약 7일 정도의 독감과 유사한 증상을 보이며, 그 후 일부 사람들은 병원에 입원해야 하는 바이러스성 폐렴의 증상으로 발전한다. 3월 19일부터 COVID-19는 더 이상 "높은 결과 감염병"으로 분류되지 않았다.